# Frank B. Kellogg
Frank Billings Kellogg (* 22 decembrie 1856 – † 21 decembrie 1937) a fost un politician și om de stat american. S-a născut la Potsdam, New York. Familia sa s-a mutat în Minnesota în 1865. După ce a obținut licența în drept, a început să practice avocatura în Rochester, Minnesota, în 1877. A fost avocatul statului în Rochester (1878 – 1881) și avocat al comitatului  Olmsted (1882 – 1887). S-a mutat în St. Paul, Minnesota în 1887.
Kellogg a fost ales senator al Statelor Unite pe listele Partidului Republican din parte statului Minnesota în 1916. A îndeplinit funcția de senator din 4 martie 1917 până pe 3 martie 1923. A pierdut votul de realegere în 1922. A fost delegat al Conferința Internațională a Statelor Americane din Santiago de Chile în 1923, iar între 1923 și 1925 a fost Ambasador Extraordinar și Plenipotențiar al SUA în Regatul Unit. 
Între anii 1925 și 1929 a fost Secretar de Stat al Statelor Unite în cabinetul Președintelui Calvin Coolidge. În 1928 a fost decorat cu ordinul Freedom of the City în Dublin, Irlanda și, în 1929, guvernul francez l-a făcut membru al Legiunii de Onoare.
În perioada în care a fost Secretar de Stat a devenit coautor al Pactului Kellogg-Briand, semnat în 1928. Tratatul, propus de ministrul francez de externe Aristide Briand, dorea să legifereze "renunțarea la război ca instrument al politicii naționale." Frank Billings Kellogg a primit Premiul Nobel pentru Pace în 1929. 
Din 1930 până în 1935 a fost judecător asociat al Curții Permanente pentru Drept Internațional. A murit cu o zi mai înaine de a împlini 81 de ani, în orașul St. Paul.  Locuința sa a fost decretată casă memorială. În cinstea politicianului american, școlile primare din Shoreline, Washington și Rochester, Minnesota au primit numele său. 